# Pionsat
Pionsat ist eine französische Gemeinde mit 1042 Einwohnern (Stand 1. Januar 2022) im Département Puy-de-Dôme in der Region Auvergne-Rhône-Alpes. Sie gehört zum Arrondissement Riom und zum Kanton Saint-Éloy-les-Mines.

## Geographie
Die Gemeinde liegt in der Landschaft Combraille, rund 25 Kilometer südlich von Montluçon und 50 Kilometer nordwestlich von Clermont-Ferrand, an der Grenze zum Département Allier. Nachbargemeinden von Pionsat sind:
- Virlet im Norden,
- Le Quartier im Osten,
- La Celette im Südosten,
- Saint-Maigner im Süden,
- Saint-Hilaire im Westen und
- Saint-Fargeol im Nordwesten.

Der Ort selbst liegt am rechten Ufer des Flusses Boron, der in diesem Abschnitt auch Ruisseau de Pionsat genannt wird. Er entwässert in westlicher Richtung und mündet schließlich als rechter Nebenfluss in den Cher. Südlich des Ortes liegt der See Étang de Durat, der vom Ruisseau de la Farge gespeist wird und in den Boron entwässert.

### Verkehrsanbindung
Die Gemeinde liegt abseits überregionaler Verkehrswege. Die lokale Verkehrsanbindung erfolgt durch die Départementsstraßen D227 (Richtung Riom) und D988 (Richtung Aubusson).
Der Ort war früher auch mit einer Eisenbahnlinie erreichbar, die Montluçon über Néris-les-Bains und Gouttières mit Clermont-Ferrand verband. Die Personenbeförderung wurde 1939, die Güterbeförderung 1969 eingestellt.

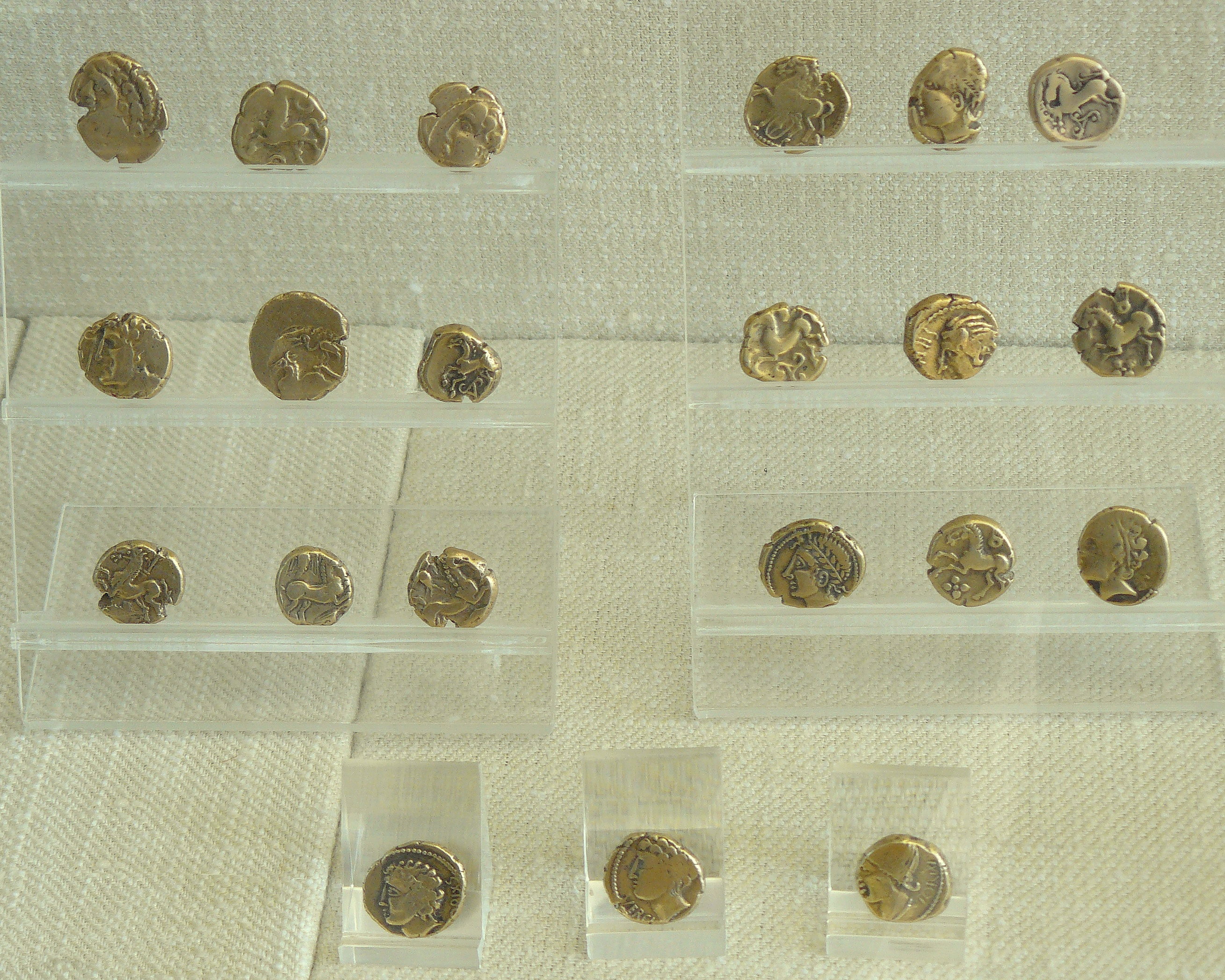
Schatz von Pionsat (Cabinet des Médailles)

## Geschichte
Der Schatz von Pionsat ist ein bedeutender Fund antiker Münzen, der 1852 auf dem Gemeindegebiet erfolgte. Es handelt sich dabei um Stater-Münzen aus Gold, die dem Keltenstamm der Arverner im 1. Jahrhundert v. Chr. unter ihrem König Vercingetorix zugeordnet werden können. Der ursprünglich 200 bis 300 Münzen umfassende Schatz ist in viele Privatsammlungen verstreut, 21 Exemplar werden in der Münzsammlung Cabinet des Médailles der Bibliothèque nationale de France aufbewahrt.

### Bevölkerungsentwicklung
| Jahr                       | 1968 | 1975 | 1982 | 1990 | 1999 | 2009 | 2020 |
| Einwohner                  | 1153 | 1138 | 1173 | 1046 | 1015 | 1087 | 1057 |
| Quellen: Cassini und INSEE |      |      |      |      |      |      |      |

## Sehenswürdigkeiten
- Schloss Pionsat, Monument historique[1]
- Kirche Saint-Joseph et Saint-Bravy
- Maison Pradon, ein Bürgerhaus aus dem 17. Jahrhundert, Monument historique[2]

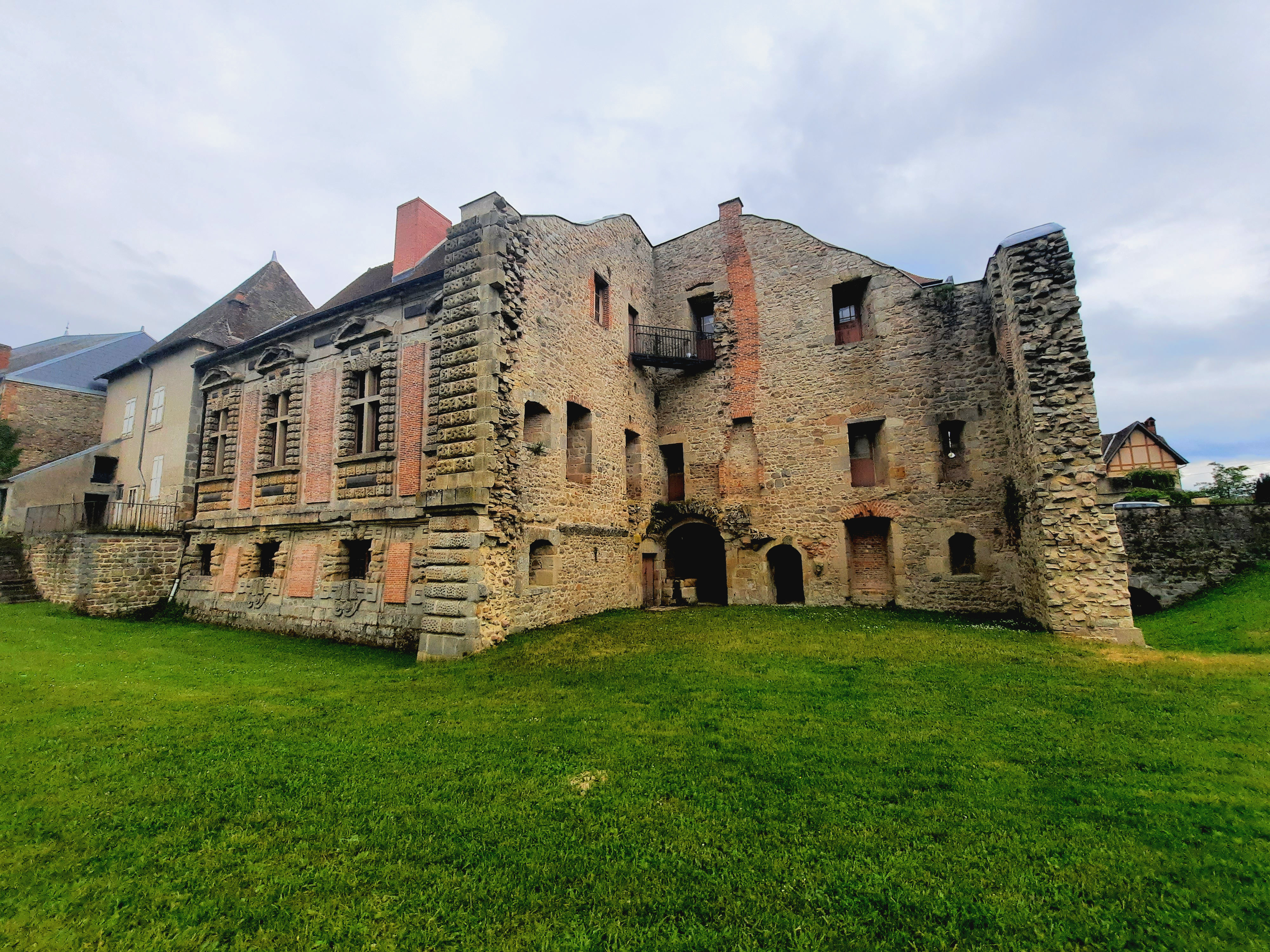
Reste des Schlosses Pionsat
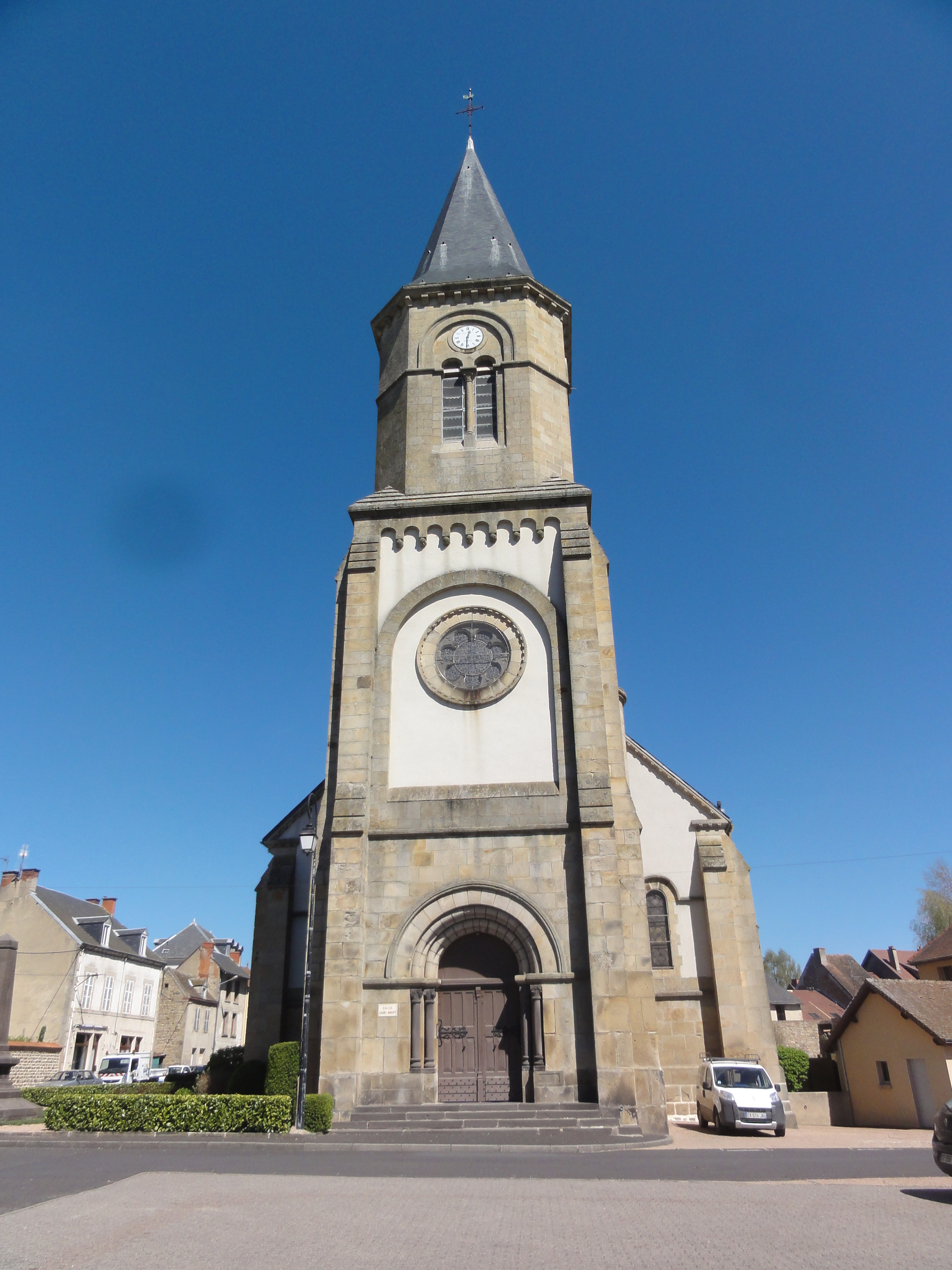
Kirche Saint-Joseph et Saint-Bravy